# カロル・スタニスワフ・ラジヴィウ (1669-1719)

紋章

カロル・スタニスワフ・ラジヴィウ（ポーランド語：Karol Stanisław Radziwiłł；リトアニア語：Karolis Stanislovas Radvila、1669年 - 1719年）は、ポーランド・リトアニア共和国の貴族、公（帝国諸侯）。

## 生涯
リトアニアの副大法官、野戦ヘトマンのミハウ・カジミェシュ・ラジヴィウと、ポーランド王ヤン3世ソビェスキの妹カタジナとの間に生まれた。ネスヴィジのオルディナト（世襲領主）を相続、1685年よりリトアニア大膳官を、1686年よりリトアニア騎兵隊長官を、1690年よりリトアニア副大法官を、1698年よりリトアニア大法官およびヴィリニュスの徴税官（Ciwun）を務めた。また白鷲勲章を授与されている。